# Cột mốc bàn thắng J.League
Các cột mốc mà bóng đá Nhật Bản có được kể từ khi thành lập J. League.

## J. League(J1)
| Bàn thắng thứ | Cầu thủ            | Câu lạc bộ          | Thời gian                | Đối thủ             | Sân vận động                                 |
| ------------- | ------------------ | ------------------- | ------------------------ | ------------------- | -------------------------------------------- |
| 1             | Hennie Meijer      | Verdy Kawasaki      | JL, Vòng 1 - 15/5/1993   | Yokohama F. Marinos | Sân vận động Olympic Quốc gia (Tokyo)        |
| 500           | Takashi Mizunuma   | Yokohama F. Marinos | JL, Vòng 34 - 1/12/1993  | Nagoya Grampus      | Sân vận động Rugby Mizuho                    |
| 1000          | Ramón Medina Bello | Yokohama F. Marinos | JL, Vòng 25 - 17/8/1994  | Kashima Antlers     | Sân vận động Nippatsu Mitsuzawa              |
| 2000          | Edson              | Bellmare Hiratsuka  | JL, Vòng 27 - 12/8/1995  | Verdy Kawasaki      | Sân vận động điền kinh Todoroki              |
| 3000          | Yasutoshi Miura    | Verdy Kawasaki      | JL, Vòng 16 - 28/8/1996  | Cerezo Osaka        | Sân vận động Nagai                           |
| 4000          | Takayuki Yokoyama  | Cerezo Osaka        | JL, Vòng 23 - 23/8/1997  | Gamba Osaka         | Sân vận động Expo '70 Osaka                  |
| 5000          | Basílio            | Kashiwa Reysol      | JL, Vòng 24 - 23/9/1998  | Consadole Sapporo   | Sân vận động Công viên Atsubetsu Sapporo     |
| 6000          | Hideto Suzuki      | Jubilo Iwata        | J1, Vòng 27 - 7/11/1999  | Sanfrecce Hiroshima | Sân vận động Yamaha                          |
| 7000          | Tatsuhiko Kubo     | Sanfrecce Hiroshima | J1, Vòng 9 - 12/5/2001   | Cerezo Osaka        | Sân vận động Coca-Cola West Hiroshima        |
| 8000          | Choi Yong-soo      | JEF United Chiba    | J1, Vòng 18 - 14/9/2002  | Nagoya Grampus      | Sân vận động Thể thao Mizuho                 |
| 9000          | Daisuke Saito      | JEF United Chiba    | J1, Vòng 1 - 13/3/2004   | Vissel Kobe         | Sân vận động Công viên Misaki thành phố Kobe |
| 10000         | Masafumi Maeda     | Gamba Osaka         | J1, Vòng 11 - 8/5/2005   | Nagoya Grampus      | Sân vận động Expo '70 Osaka                  |
| 11000         | André Pinto        | Kyoto Purple Sanga  | J1, Vòng 14 - 23/7/2006  | Shimizu S-Pulse     | Sân vận động Thể thao Nishikyogoku           |
| 12000         | Ueslei             | Sanfrecce Hiroshima | J1, Vòng 17 - 23/6/2007  | Vissel Kobe         | Sân vận động Công viên Misaki thành phố Kobe |
| 13000         | Seiichiro Maki     | JEF United Chiba    | J1, Vòng 24 - 14/9/2008  | Tokyo Verdy         | Fukuda Denshi Arena                          |
| 14000         | Hiroki Nakayama    | Kyoto Sanga         | J1, Vòng 33 - 28/11/2009 | Urawa Red Diamonds  | Sân vận động Thể thao Nishikyogoku           |
| 15000         | Shinji Tsujio      | Shimizu S-Pulse     | J1, Vòng 12 - 22/5/2011  | Omiya Ardija        | Sân vận động NACK5 Omiya                     |
| 16000         | Naoyuki Fujita     | Sagan Tosu          | J1, Vòng 11 - 25/5/2012  | Gamba Osaka         | Sân vận động Expo '70 Osaka                  |
| 17000         | Daisuke Suzuki     | Kashiwa Reysol      | J1, Vòng 17 - 17/7/2013  | Shimizu S-Pulse     | Sân vận động Bóng đá Hitachi Kashiwa         |
| 18000         | Shinzo Koroki      | Urawa Red Diamonds  | J1, Vòng 25 - 23/9/2014  | Albirex Niigata     | Sân vận động Denka Big Swan                  |
| 19000         | Kaoru Takayama     | Shonan Bellmare     | J1, Vòng 33 – 7/11/2015  | Albirex Niigata     | Sân vận động Denka Big Swan                  |
| 20000         | Shota Kaneko       | Shimizu S-Pulse     | J1, Vòng 8 – 21/4/2017   | Kawasaki Frontale   | Sân vận động điền kinh Todoroki              |
| 21000         | Keita Endo         | Yokohama F. Marinos | J1, Vòng 24 – 24/8/2019  | Nagoya Grampus      | Sân vận động Thể thao Mizuho                 |

## J. League 2 (J2)
| Bàn thắng thứ | Cầu thủ             | Câu lạc bộ         | Thời gian                | Đối thủ             | Sân vận động                              |
| ------------- | ------------------- | ------------------ | ------------------------ | ------------------- | ----------------------------------------- |
| 1             | Hayato Okamoto      | F.C. Tokyo         | J2, Vòng 1 - 14/3/1999   | Sagan Tosu          | Sân vận động Bóng đá Nishigaoka           |
| 500           | Jorginho            | Omiya Ardija       | J2, Vòng 1 - 12/3/2000   | Albirex Niigata     | Sân vận động NACK5 Omiya                  |
| 1000          | Naoki Naruo         | Albirex Niigata    | J2, Vòng 36 - 1/10/2000  | Urawa Red Diamonds  | Sân vận động Thể thao Thành phố Niigata   |
| 2000          | Tatsuomi Koishi     | Sagan Tosu         | J2, Vòng 10 - 20/4/2002  | Yokohama F.C.       | Sân vận động Thể thao Công viên Mitsuzawa |
| 3000          | Augusto             | Kawasaki Frontale  | J2, Vòng 30 - 30/8/2003  | Montedio Yamagata   | Sân vận động điền kinh Todoroki           |
| 4000          | Shunta Nagai        | Mito Hollyhock     | J2, Vòng 11 - 7/5/2005   | Vegalta Sendai      | Sân vận động Kasamatsu                    |
| 5000          | Adiel               | Shonan Bellmare    | J2, Vòng 31 - 29/7/2006  | Consadole Sapporo   | Sân vận động Công viên Atsubetsu Sapporo  |
| 6000          | André Pinto         | Kyoto Purple Sanga | J2, Vòng 43 - 29/9/2007  | Shonan Bellmare     | Sân vận động Shonan BMW Hiratsuka         |
| 7000          | Kunimitsu Sekiguchi | Vegalta Sendai     | J2, Vòng 45 - 6/12/2008  | Thespa Kusatsu      | Sân vận động Yurtec Sendai                |
| 8000          | Yohei Onishi        | Ventforet Kofu     | J2, Vòng 43 - 4/10/2009  | Tokyo Verdy         | Sân vận động Quốc gia                     |
| 9000          | Keigo Higashi       | Oita Trinita       | J2, Vòng 38 - 4/12/2010  | Yokohama F.C.       | Ōita Bank Dome                            |
| 10000         | Kazuki Hiramoto     | Machida Zelvia     | J2, Vòng 3 - 17/3/2012   | Gainare Tottori     | Sân vận động Tottori Bank Bird            |
| 11000         | Kaoru Takayama      | Shonan Bellmare    | J2, Vòng 42 - 11/11/2012 | Machida Zelvia      | Sân vận động Thể thao Machida             |
| 12000         | Douglas             | Tokushima Vortis   | J2, Vòng 35 - 29/9/2013  | Gainare Tottori     | Sân vận động Pocarisweat                  |
| 13000         | Hisashi Jogo        | Avispa Fukuoka     | J2, Vòng 30 - 6/9/2014   | Giravanz Kitakyushu | Sân vận động Thể thao Honjō               |

## J3 League(J3)
| Bàn thắng thứ | Cầu thủ      | Câu lạc bộ     | Thời gian          | Đối thủ         | Sân vận động                  |
| ------------- | ------------ | -------------- | ------------------ | --------------- | ----------------------------- |
| 1             | Keisuke Endo | Machida Zelvia | J3 2014 - 9/3/2014 | Blaublitz Akita | Sân vận động Thể thao Machida |